# 半谷きみえ
半谷 きみえ（はんたに きみえ、1月20日 - ）は、日本の元女性声優。以前は青二プロダクションに所属していた。現在は引退。

## 出演

### テレビアニメ
1987年
- グリム名作劇場（1987年 - 1988年、村のおばさん、お姫様、侍女、魔女たち）
- ゲゲゲの鬼太郎（第3作）（1987年 - 1988年、女生徒A、女客）
- 新メイプルタウン物語 パームタウン編（女の子B）

1988年
- キテレツ大百科（みよ子のママ〈初代〉、男の子A 他）
- 新グリム名作劇場（子供）
- 魁!!男塾（女学生）
- トランスフォーマー 超神マスターフォース（女の子A）
- ハロー!レディリン（スージー）
- 魔神英雄伝ワタル（由美、女の子、サクラ子）

1990年
- かりあげクン（ヨーコ）
- 新ビックリマン（聖ビーナシス）
- 魔神英雄伝ワタル2（1990年 - 1991年、由美、ティラミス、マーダレス）

1991年
- ハイスクールミステリー学園七不思議（畑中まり子）

### 劇場アニメ
1987年
- 勝利投手（リリーフガール）
- 聖闘士星矢（子供B）

1990年
- おじさん改造講座（OL達[1]）

1993年
- 三国志 第二部・長江燃ゆ!（子供唄声）

### OVA
1988年
- 銀河英雄伝説
- 遠山桜宇宙帖 奴の名はゴールド（船内アナ）

1989年
- 紅い牙 ブルー・ソネット（看護婦）

1991年
- ロードス島戦記（宮廷婦人B）

### ゲーム
1989年
- レッドアラート（ケイ）

1990年
- スーパーアルバトロス
- ヴァリスIII（占い師レイ）

1992年
- ダウンタウン熱血行進曲（島田真美）- PCエンジン

1993年
- ヴァリス・ビジュアル集（占い師レイ）

### ドラマCD
1989年
- 魔獣戦士ルナ・ヴァルガー（レイピア・ロナ）

1991年
- 魔神英雄伝ワタル3 CDシネマ1 救世主復活篇（由美）

1992年
- アリスソフト・スペシャル「ラブパニック」（加藤舞子）
- 魔神英雄伝ワタル3 ぼくの虎王 第二章 鳳凰樹の下で（由美）

1993年
- 魔神英雄伝ワタル3 ぼくの虎王 第三章 運命の日に（由美）